# Vlad Cârnu-Munteanu
Vlad Cârnu-Munteanu (n. 1 noiembrie 1858, Purcăreni, județul Brașov, Imperiul Austriac, azi în România – d. 18 noiembrie 1903, București, România) a fost un agronom român, considerat primul ameliorator pe baze științifice al grâului din România și ctitor al Stațiunii Agronomice București. A jucat un rol esențial în modernizarea învățământului agricol superior și în dezvoltarea cercetării agricole în România secolului al XIX-lea.

## Biografie

### Copilărie și educație
Vlad Cârnu-Munteanu s-a născut pe 1 noiembrie 1858 în comuna Purcăreni, județul Brașov, pe atunci parte a Imperiului Austriac, fiind fiul unui preot din acest sat de gospodari. A urmat școala primară în satul natal, iar apoi Liceul Real din Brașov, pe care l-a absol SPACEvit în 1875. În același an, la doar 17 ani, s-a înscris la Școala Centrală de Agricultură de la Herăstrău, unde s-a remarcat prin capacitate și activism, deși era mai tânăr decât colegii săi. A studiat alături de pionieri ai agronomiei românești, precum F.C. Robescu, Petre S. Aurelian, Pană Buescu, I. Musceleanu și Ilie Anghelescu.
După absolvirea din 1878, a fost numit asistent la Catedra de Fizică și Chimie, condusă de F.C. Robescu. În 1882, a optat pentru studii la Școala Națională de Silvicultură de la Nancy, Franța, urmând și cursurile de agricultură ale profesorului Louis Nicolas Grandeau. A excelat, absolvind pe primul loc în seria sa, cu licență în științe naturale, incluzând specializarea în silvicultură.

### Carieră profesională
După întoarcerea în țară, Vlad Cârnu-Munteanu a fost numit inspector în corpul silvic al statului, iar în toamna anului 1882 i s-a încredințat Catedra de Botanică și Tehnologie Agricolă la Herăstrău. În 1884, la doar 29 de ani, a fost ales director al Școlii Centrale de Agricultură de la Herăstrău, succedându-l pe Petre S. Aurelian, al cărui elev preferat și colaborator fusese. A ocupat această funcție din 15 septembrie 1887, fiind primit cu speranțe mari de colegi și de Ministerul Agriculturii.
Ca director, a modernizat baza de pregătire practică a școlii, transformând ferma școlară din administrare în dijmă într-o exploatare în regie proprie, un pas curajos pentru acea vreme. Cu sprijinul lui Petre S. Aurelian, devenit ministru al Lucrărilor Publice, bugetul fermei a crescut de la 3.000 lei în 1886 la 14.000 lei în 1899. A construit adăposturi pentru animale, o lăptărie sistematică, a importat rase de vite din Elveția, a înființat o oierie, o crescătorie modernă de găini, o hală de mașini și o seră pentru flori și legume. A amenajat terenuri pentru irigații prin conducte, îmbunătățind condițiile de practică pentru studenți.
În 1886, a înființat Stațiunea Agronomică București, în vecinătatea școlii, devenind primul său director. A beneficiat de sprijinul prim-ministrului I.C. Brătianu și al ministrului Agriculturii, Petre S. Aurelian. A condus stațiunea până în 1892, când a predat funcția agrochimistului Corneliu Roman, dar a rămas activ în cercetare. A înființat primul laborator de chimie pentru analiza solului și produselor agricole, un pas important pentru alinierea României la standardele țărilor avansate. În 1890, a fondat oieria de la Constanța, importând oi Merinos, care a evoluat în Stațiunea de Cercetare și Producție a Ovinelor de la Pallas, activă până în 1989.

## Activitate științifică

### Domenii de cercetare
- Ameliorarea plantelor
- Chimia solului și analiza produselor agricole
- Viticultură și vinificație
- Silvicultură și culturi furajere

### Contribuții originale
Vlad Cârnu-Munteanu a fost un pionier în ameliorarea plantelor pe baze științifice în România, aplicând selecția individuală simplă la grâul de toamnă (soiurile Bălan, Ghirca și de Banat). Deși nu a finalizat obținerea de noi soiuri din cauza morții premature, contribuțiile sale au pus bazele acestei științe în țară.
A publicat lucrări practice încă din 1879, la 21 de ani, precum *Cântărirea animalelor fără balanță*, *Comerțul cu producția de ouă în Anglia* și *Rezultatele observațiilor meteorologice făcute la Școala de Agricultură de la Herăstrău*. În 1880, a publicat *Pitrocirea vinului* în revista „Economia rurală”, adaptând termeni științifici pentru practică. A contribuit la reviste precum „Jurnalul Societății Centrale Agricole”, „Revista Pădurilor” și „Câmpul”, cu articole despre săruri geme, podgorii (Odobești, Nicorești, Drăgășani), vinificație, sulfatarea grâului, umiditatea solului și nitrificație.
Împreună cu Corneliu Roman, a publicat lucrări monografice de referință. *Les céréales Roumaines* (1900) a analizat grâul, porumbul și orzul românesc, evidențiind calitatea superioară a grâului (14,18-15,58% proteine în nordul Moldovei), contribuind la reabilitarea exporturilor agricole românești. *Le sol arable de la Roumanie* (1900) a fost primul studiu chimic al solurilor românești, analizând 600 de probe pentru azot, acid fosforic, potasiu și alți compuși, oferind recomandări pentru ameliorarea fertilității. *Vinurile României* (1900, 318 pagini) a analizat compoziția vinurilor (10,5% alcool la vinurile albe, 13,5% la Ștefănești-Botoșani), evidențiind calitatea lor, apreciată internațional, inclusiv de Pierre Maullefort din Franța.
A susținut idei progresiste, precum dezvoltarea simultană a zootehniei și culturii cerealelor, importanța plantelor furajere și a experimentărilor în silvicultură, subliniind rolul economic și climatic al plantațiilor silvice.

### Recunoaștere internațională
Nu există informații detaliate despre recunoașterea internațională a lui Vlad Cârnu-Munteanu, dar lucrările sale, publicate în franceză, precum *Les céréales Roumaines* și *Le sol arable de la Roumanie*, au contribuit la promovarea agriculturii românești pe plan european, în special în contextul exporturilor de grâne și vinuri.

## Lucrări
- Cântărirea animalelor fără balanță (1879)
- Comerțul cu producția de ouă în Anglia (1879)
- Rezultatele observațiilor meteorologice făcute la Școala de Agricultură de la Herăstrău (1879)
- Pitrocirea vinului, „Economia rurală” (1880)
- Observațiuni meteorologice făcute la Herăstrău, București, Tip. „Academiei Române”, 1882
- Lumina și silvicultura (Conferință), București, Tip. „Soroiu”, 1883
- Studiul terenului arabil din Câmpia României, „Buletinul Ministerului Agriculturii”, nr. 1, București, 1891
- Recherches sur les céréales roumaines, București, Tip. „Dreptatea”, 1900
- Le sol arable de la Roumanie, București, Tip. „L’indépendance Roumaine”, 1900
- Vinurile României, București, Tip. „Eminescu”, 1900
- Notices sur la ferme de l’École Supérieure d’Agriculture de București (1902)
- Studiul sării geme de la Slănic și de la Doftana în vederea folosirii ei pentru consum alimentar
- Studii asupra podgoriilor de la Odobești, Nicorești și Drăgășani, cu experiențe de vinificație
- Studii asupra umidității solului
- Dări de seamă asupra activității Stațiunii Agronomice pe anii 1886-1887

## In memoriam
Vlad Cârnu-Munteanu a murit pe 18 noiembrie 1903, la doar 45 de ani, lăsând un gol semnificativ în agronomia românească. A fost un organizator remarcabil, cercetător și publicist, contribuind la modernizarea învățământului agricol și la dezvoltarea cercetării agricole. Alături de Petre S. Aurelian, este considerat unul dintre ctitorii Școlii Centrale de Agricultură de la Herăstrău și fondatorul Stațiunii Agronomice București.